# Kościół Serafinowski

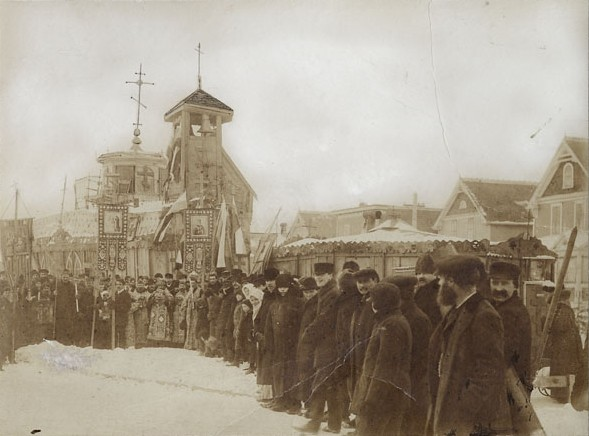
Blaszana Katedra, 1905

Kościół Serafinowski – niekanoniczny prawosławny związek wyznaniowy powstały w środowisku ukraińskiej emigracji w Kanadzie. Jego główną świątynią była Blaszana Katedra (ang. Tin Can Cathedral, ukr. Бляшана Катедра) w Winnipeg.
Ukraińscy emigranci zaczęli przyjeżdżać do Kanady w 1891 głównie z austro-węgierskich prowincji, regionów Bukowiny i Galicji. Nowi przybysze z Bukowiny byli prawosławni, a ci z Galicji grekokatolikami. Obie grupy wyznaniowe w liturgii posługiwały się obrządkiem bizantyjskim. Do 1903 populacja ukraińskich imigrantów w zachodniej Kanadzie stała się wystarczająco duża, aby przyciągnąć uwagę przywódców religijnych, polityków i pedagogów.

## Tło wydarzeń i najważniejsze postacie

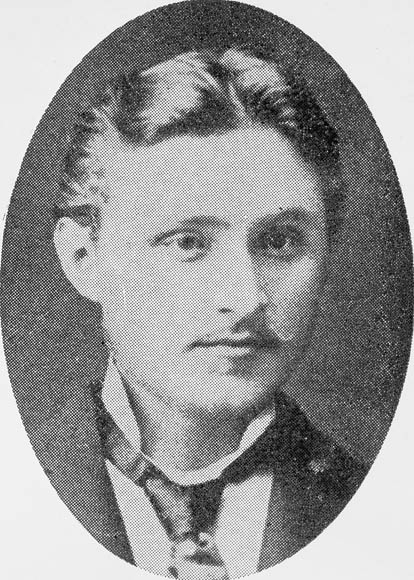
Cyril Genik (1857–1925)

Centralną postacią w społeczności ukraińskiej w Winnipeg w tym czasie był Kyryło Henyk (w zapisie angielskim Cyril Genik). Genik pochodził z Galicji, po ukończeniu gimnazjum ukraińskiego we Lwowie studiował krótko prawo na uniwersytecie w Czerniowcach. Po przybyciu do Kanady stał się pierwszym Ukraińcem zatrudnionym przez rząd kanadyjski i pracował jako agent imigracyjny przy osiedlaniu nowych osadników na ich nowych ziemiach. Kuzyn Genika, Iwan Bodrug (1874-1952) i jego przyjaciel Iwan Negricz (1875-1946) również pochodzili z wioski Berezów w rejonie kołomyjskim i byli wykwalifikowanymi nauczycielami szkół podstawowych w Galicji. Wymienione trzy osoby stanowiły trzon inteligencji ukraińskiej społeczności i były znane jako Berezowska Trójca (Березівська Трійця). Genik, najstarszy, jako jedyny z trójki, był żonaty. Jego żona Paulina (z domu Curkowska) była córką kapłana, kobietą wykształconą. Mieli trzech synów i trzy córki.
Inną znaną postacią był biskup Serafin (imię świeckie: Stiefan Ustwolski). Został on wyświęcony na biskupa na górze Athos przez mnicha Antyma, który uważał się za biskupa. Podejrzewano, że Antym wyświęcił go na przekór carowi. Rosyjski Świątobliwy Synod Rządzący suspendował Serafina. Mimo to Serafin wyjechał do Ameryki Północnej, podając się za biskupa i na krótko zatrzymując się u ukraińskich księży w Filadelfii. W momencie przybycia do Winnipeg, nie należał już do Rosyjskiej Cerkwi Prawosławnej ani jakiejkolwiek innej kanonicznej jurysdykcji prawosławnej. Ukraińcy na prerii przyjęli go jako podróżującego świętego człowieka, według tradycji, która sięga samych początków chrześcijaństwa. Pozyskiwanie wiernych ułatwiał Serafinowi fakt, że wśród ukraińskich emigrantów w Winnipeg i regionie nie działali żadni hierarchowie greckokatoliccy.
Kolejną osobą, uczestniczącą w wydarzeniach, które doprowadziły do powstania Blaszanej Katedry był asystent Serafina Makary Marczenko, który przybył razem z nim z USA do Kanady.
Arcybiskup Adélard Langevin, którego siedziba znajdowała się w dzielnicy świętego Bonifacego, był głową diecezji rzymskokatolickiej w zachodniej Kanadzie, w bezpośrednim kontakcie z papieżem. Wierzył, że jego kapłani w zupełności wystarczali, by zaspokajać potrzeby religijne ludności ukraińskiej. Wpływ na rozwój wydarzeń mieli również William Patrick, szef Wyższej szkoły w Manitobie (Manitoba College), Prezbiteriańskiego College'u w Winnipegu (Presbyterian College); Liberalna Partia Manitoba i misjonarze Rosyjskiej Cerkwi Prawosławnej.

## Wydarzenia
W 1902 członek parlamentu Manitoby, Joseph Bernier, wprowadził ustawę o przejmowaniu własności Grecko-Rusińskiego (Ukraińców określano również jako Rusinów) Kościoła w komunii z Rzymem pod kontrolę Kościoła Rzymskiego ". Arcybiskup Langevin oświadczył: "Rusini muszą udowodnić, że są katolikami, przekazując nieruchomości Kościołowi, a nie tak, jak protestanci (..) osobom lub zgromadzeniom świeckim, niezależnym od kapłana lub biskupa". Liczba ludności ukraińskiej na prerii przyciągnęła zainteresowanie także rosyjskich misjonarzy prawosławnych. Rosyjski Kościół Prawosławny wydawał 100 tys. dolarów rocznie na działalność misyjną w Ameryce Północnej. Również Kościół Prezbiteriański zainteresował się sprawą i zaprosił młodych mężczyzn ze społeczności ukraińskiej do wstąpienia do College'u Manitoby (dziś Uniwersytet Winnipeg), gdzie specjalne klasy zostały utworzone dla młodych Ukraińców, którzy chcieli zostać nauczycielami (a później niezależnymi duchownymi służącymi w obrządku bizantyjskim). Biegły w języku niemieckim, Dr King, dyrektor Kolegium, przeprowadził rozmowy kwalifikacyjne z Bodrugiem i Negriczem w języku niemieckim. Genik przetłumaczył naukowe dokumenty w formie pisemnej z języka polskiego na język angielski. Stali się oni pierwszymi ukraińskimi studentami uniwersytetu w Ameryce Północnej – College'u Manitoby, który w tym czasie był częścią Uniwersytetu w Manitobie.
Genik, Bodrug i Negricz zajęli się zabezpieczaniem ukraińskiej społeczności. Z ich inspiracji do Winnipeg w 1903 przybył biskup Serafin, aby utworzyć Kościół, który byłby niezależny od wszelkich Kościołów w Europie, i nie miałby zobowiązań wobec żadnej z grup religijnych zainteresowanych przyciągnięciem nowych wiernych spośród imigrantów ukraińskich na prerii. Ku zadowoleniu Genika, Bodruga i Negricza, Serafim utworzył Prawosławny Rosyjski Kościół (nie Rosyjski Kościół Prawosławny), którego ogłosił się głową, a żeby udobruchać Ukraińców, nazywał go również Kościołem Serafinowskim. Obowiązywał w nim obrządek bizantyjski, z którym imigranci byli zaznajomieni, zaczął też wyświęcać psalmistów i diakonów, a "... 13 grudnia 1903 roku niewielki budynek po wschodniej stronie McGregor Street pomiędzy ulicami Manitoba i Pritchard, który mógłby być nazwany cerkwią Świętego Ducha, został oficjalnie poświęcony przez Serafina i otwarty dla wiernych".

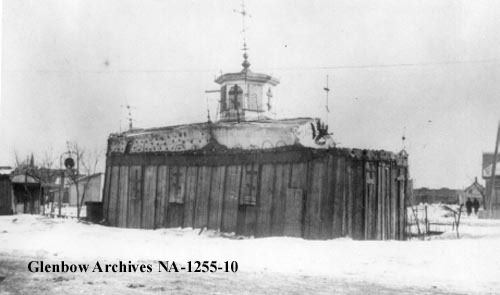
Blaszana Katedra, zwana również kościołem polskim, w 1905

W listopadzie 1904 roku Serafin rozpoczął budowę "Blaszanej Katedry" (ang. Tin Can Cathedral) na rogu King Street i Stella Avenue Charyzmatyczny Serafin "... wyświęcił około 50 kapłanów i diakonów, wielu z nich półanalfabetów, którzy wykonywali kapłańskie obowiązki według ustalonych zasad, głosząc niezależność prawosławia i nadzorując kościelny majątek. W ciągu dwóch lat Kościół Serafinowski ten zgromadził prawie 60 000 zwolenników ... ". Od kandydatów na kapłanów Kościoła nie wymagano żadnego przygotowania teologicznego - wśród wyświęcanych przez Serafina byli dawni cerkiewni psalmiści, absolwenci szkół nauczycielskich, rolnicy. Duchowni, którzy otrzymali od niego niekanoniczne święcenia, podejmowali działalność w różnych regionach Kanady.
Z powodu różnych niedyskrecji i problemów z alkoholem, Serafin stracił zaufanie inteligencji, która zaprosiła go do Winnipeg i postanowiła usunąć go z władz kościelnych, nie doprowadzając przy tym do rozpadu samej wspólnoty wiernych. Serafin udał się do Petersburga, aby pozyskać uznanie i dalsze finansowanie rosyjskiego Świątobliwego Synodu Rządzącego dla szybko rozwijającej się wspólnoty. Podczas jego nieobecności, Iwan Bodrug i Iwan Negricz, już studenci teologii w Manitoba College, a także kapłani Kościoła Serafinowskiego, uzyskali gwarancję od prezbiterian na dofinansowanie tego Kościoła pod warunkiem, że w przyszłości zostanie on przekształcony w duchu prezbiteriańskim. Późną jesienią 1904 Serafin wrócił z Petersburga, jego wyjazd zakończył się całkowitym niepowodzeniem. Po powrocie zorientował się w sytuacji i natychmiast ekskomunikował wszystkich kapłanów uczestniczących w pozbawieniu go zwierzchności nad Kościołem. Udostępnił lokalnym gazetom ich zdjęcia i zostały one wydrukowane z nazwiskami kapłanów na piersiach, jakby byli przestępcami. Serafin również został ekskomunikowany przez Święty Synod i w 1908 wyjechał z Kanady. Fakt, iż 18 spośród wyświęconych przez niego kapłanów faktycznie przeszła do Kościoła Prezbiteriańskiego, ostatecznie skompromitował jego działalność.
Zdaniem Włodzimierza Osadczego działalność "serafinowców" nie miała zbyt dużego wpływu na całokształt życia religijnego ukraińskiej emigracji na kontynencie amerykańskim. O wiele istotniejszym zjawiskiem były konwersje na prawosławie, jak również przechodzenie do wspólnot prezbiteriańskich, baptystycznych, metodystycznych lub adwentystycznych.

## Następstwa
Iwan Bodrug stanął na czele nowego Kościoła niezależnego. Był charyzmatycznym kapłanem, pod wpływem kontaktów z prezbiterianami zbliżył się do ewangelikalnego chrześcijaństwa. Dożył do 1950 roku. Świątynia, z której korzystał, znajdowała się na rogu ulic Pritchard i McGregor. Pierwszy obiekt został już rozebrany, natomiast drugi, wybudowany z funduszy prezbiterian nadal stoi do dziś naprzeciwko Świątyni Pracy w północnej dzielnicy Winnipeg.
Abp Langevin zwiększył swoje starania, aby pozyskać społeczność ukraińską dla Kościoła rzymskokatolickiego. Założył bazyliańską cerkiew św Mikołaja, w której służyli duchowni belgijscy (jednym z nich był ks. Achille Delaere), w języku staro-cerkiewno-słowiańskim, w rycie bizantyjskim. Wygłaszali kazania w języku polskim. Cerkiew znajdowała się naprzeciw greckokatolickiego soboru św. św. Włodzimierza i Olgi w Winnipeg przy McGregor Street.
Partia Liberalna, świadoma, że Ukraińcy nie byli już sprzymierzeni z arcybiskupem Langevinem i rzymskimi katolikami, którzy akurat opowiadali się po stronie Partii Konserwatywnej, sfinansowała pierwszą gazetę w języku ukraińskim w Kanadzie, Rolnik Kanadiski (Canadian Farmer), którego pierwszym redaktorem został Iwan Negricz.
"Biskup" Serafin zakończył działalność w 1908 roku. W 1913 ukraińskie pismo „Ukrajinskij Hołos” informowało, że sprzedawał Biblie pracownikom kolei w Kolumbii Brytyjskiej. Według innego źródła, wrócił do Rosji.
Cyryl Genik przeniósł się na jakiś czas z najstarszą córką i jednym z synów do Stanów Zjednoczonych, do Północnej Dakoty, następnie wrócił do Kanady i zmarł w 1925 roku.
Makary Marczenko, po wyjeździe Serafina, obwołał się nie tylko nowym biskupem Kościoła Serafinowskiego, ale także arcypatriarchą, arcypapieżem, arcyhetmanem i arcyksięciem. "Ekskomunikował" także papieża i Świątobliwy Synod Rządzący. Istnieją zapisy, że podróżował po wsiach i posługiwał Ukraińcom, którym bardzo brakowało ich obrządku wschodniego aż do 1930 roku. Według innego źródła, współcześni nie traktowali go poważnie i uważali za psychicznie chorego.